# Нанькан
Нанька́н (кит. упр. 南康, пиньинь Nánkāng) — район городского подчинения городского округа Ганьчжоу провинции Цзянси (КНР).

## История
В эпоху Троецарствия, когда эти земли находились в составе государства У, в 236 году был создан уезд Наньань (南安县). После объединения китайских земель в составе империи Цзинь он был в 280 году переименован в Нанькан (南康县). В 282 году был образован Наньканский округ (南康郡), впоследствии переименованный сначала в Цяньчжоускую область (虔州); уезд входил в состав этих административных образований. Во времена империи Сун в 990 году из Цяньчжоуской области был выделен отдельный Наньаньский военный округ (南安军), и уезд перешёл в его состав.
После монгольского завоевания и образования империи Юань Наньаньский военный округ стал в 1277 году Наньаньским регионом (南安路). Когда в середине XIV века разразились антимонгольские восстания, то в 1365 году эти места перешли под контроль повстанцев под руководством Чжу Юаньчжана, и «регионы» были переименованы в «управы» — так появилась Наньаньская управа (南安府). После Синьхайской революции в Китае была проведена реформа структуры административного деления, в ходе которой управы были упразднены, поэтому в 1912 году Наньаньская управа была расформирована.
После образования КНР в 1949 году был создан Специальный район Ганьчжоу (赣州专区), и уезд вошёл в его состав. В ноябре 1949 года Специальный район Ганьчжоу был расформирован, и был создан Ганьсинаньский административный район (赣西南行署区). 17 июня 1951 года был упразднён Ганьсинаньский административный район и воссоздан Специальный район Ганьчжоу. В мае 1954 года Специальный район Ганьчжоу был переименован в Ганьнаньский административный район (赣南行政区). В мае 1964 года Ганьнаньский административный район был снова переименован в Специальный район Ганьчжоу. В 1970 году Специальный район Ганьчжоу был переименован в Округ Ганьчжоу (赣州地区).
Постановлением Госсовета КНР от 7 марта 1995 года уезд Нанькан был преобразован в городской уезд.
Постановлением Госсовета КНР от 24 декабря 1998 года Округ Ганьчжоу был преобразован в городской округ; это постановление вступило в силу с 1 июля 1999 года.
Постановлением Госсовета КНР от 18 октября 2013 года городской уезд Нанькан был преобразован в район городского подчинения; постановление вступило в силу с 24 февраля 2014 года.

## Административное деление
Район делится на 2 уличных комитета, 8 посёлков, 11 волостей и 1 национальную волость.